# الشحطه
الشحطه (به عربی: الشحطة) یک روستا در سوریه است که در ناحیه مرکزی سقیلبیه واقع شده‌است. الشحطه ۴۵۴ نفر جمعیت دارد.